# Óscar Laguna García
Óscar Laguna García (Puig-reig, 21 de febrer de 1978) és un ciclista català, ja retirat, que fou professional entre 2000 i 2005. En el seu palmarès destaca una victòria d'etapa a la Volta a Catalunya de 2001 i la Volta a Galícia de 2006 i 2007.

## Palmarès
- 2001
  - Vencedor d'una etapa de la Volta a Catalunya
- 2004
  - Vencedor d'una etapa de la Volta a Aragó
- 2006
  - 1r a la Volta a Galícia i vencedor de 2 etapes
  - Vencedor d'una etapa de la Volta a Àvila
  - Vencedor d'una etapa de la Setmana aragonesa
- 2007
  - 1r a la Volta a Galícia
  - 1r al Gran Premi Àrea Metropolitana de Vigo
  - 1r a la Volta a Salamanca
  - Vencedor d'una etapa de la Volta da Ascensión
  - Vencedor d'una etapa de la Setmana aragonesa

### Resultats a la Volta a Espanya
- 2001. 42è de la classificació general
- 2002. 64è de la classificació general
- 2003. 109è de la classificació general